# 유적 (사람)
광덕왕 유적(廣德王 劉赤, ? ~ ?)은 중국 전한의 황족 · 제후왕으로, 마지막 광덕왕이다. 광덕정왕 유륜의 아들이다.
아버지가 광덕정왕 2년(3년) 혹 4년(5년)에 죽자 광덕왕 자리를 계승했다. 광덕왕 적 3년(8년), 왕망이 전한을 멸하고 신나라를 세우면서 공작으로 작위가 깎였고, 이듬해 봉국이 폐지되면서 작위를 잃었다.